# Associação de Futebol de Goa
A Associação de Futebol de Goa (AFG) é a organização que administra o futebol no estado de Goa, na Índia. Ela é filiada à Federação de Futebol da Índia, sendo equivalente a uma federação estadual no Brasil.
Sua principal função é organizar a Liga Profissional de Goa e os demais campeonatos no estado. Ela também organiza a Seleção de Futebol de Goa, que representa o futebol da Índia nos Jogos da Lusofonia.